# Newton (stacja metra)
Newton – węzłowa stacja podziemna Mass Rapid Transit (MRT) na North South Line i Downtown Line w Singapurze. Stacja znajduje się na Scotts Road. 
Od 2016 będzie stacją węzłową z Downtown Line.